# Toshiba 4S

Przekrój reaktora 4S.

4S – mały prędki reaktor jądrowy, bez możliwości wymiany paliwa, zaprojektowany przez japońską firmę Toshiba.
Nazwa pochodzi od ang. super safe, small, simple - super bezpieczny, mały, prosty. Jest to mały, samowystarczalny reaktor, po wyczerpaniu paliwa planuje się wymianę całego reaktora. Reaktor będzie zamknięty w dwustutonowym metalowym cylindrze pod ziemią na głębokości 30 m. 4S jest reaktorem na szybkie neutrony chłodzonym ciekłym sodem. Jednakże 4S nie jest reaktorem powielającym, ponieważ nie ma płaszcza ze zubożonego uranu otaczającego rdzeń w celu wykorzystania wyciekających z rdzenia neutronów do uzyskania przekształcania materiałów rozszczepialnych. Reaktor nie ma układu załadunku paliwa w trakcie pracy, paliwo rdzenia ma wystarczyć na około trzydzieści lat. Ruchomy reflektor neutronów otaczający rdzeń stopniowo się przesuwa, kompensując spadek reaktywności w miarę wypalenia paliwa w trakcie użytkowania. Moc reaktora może być kontrolowana przez układ woda/para bez bezpośredniego wpływu na pracę rdzenia. Rdzeń ma zdolność samoregulacji mocy.
Doprowadzana rurą woda po ogrzaniu się i przejściu w parę będzie napędzać turbinę produkującą prąd. Jest projektowany w dwóch wersjach - 10 MW i 50 MW. Czas pracy ma wynosić 30 lat
Budowanie tak małych reaktorów może mieć zastosowanie w dywersyfikacji i rozproszeniu źródeł energii elektrycznej przyczyniając się do zwiększenia bezpieczeństwa energetycznego.
Pierwszy egzemplarz ma zostać zainstalowany na Alasce w miasteczku Galena w Elektrowni atomowej w Galenie. Projekt budowy elektrowni został przerwany.